# Danielle Gros
Pour les articles homonymes, voir Gros.
Danielle Gros, né le 28 juillet 1944, est une joueuse de pétanque française. 

## Biographie
Elle est droitière et se positionne en tireuse ou milieu.

## Clubs
- ?-? : Bormes-les-Mimosas (Var)
- ?-1977 : La Sollièsinne (Var)
- 1978 : AS Boulomanes Brignoles (Var)
- 1979-1980 : AB Jules Raimu Signes (Var)
- 1981-? : Boule du Kiosque Sanary (Var)
- ?-1986 : AB Garéoult (Var)
- 1987-? : La Sollièsinne (Var)
- ?-? : Boule du Cycle Marseille (Bouches-du-Rhône)
- ?-? : JB Hyères (Var)
- ?-? : Leï Renaires Le Lavandou (Var)
- ?-? : EB Arcoise (Var)
- ?-? : Le Luc (Var)
- ?- : ABC Draguignan (Var)

## Palmarès[1],[2]

### Séniors

#### Championnats de France
Championne de France
- Doublette 1976 (avec Maïté Lombard) : La Sollièsinne
- Doublette 1979 (avec Maïté Lombard) : AB Jules Raimu
- Doublette 1981 (avec Sylvette Innocenti) : Boule du Kiosque Sanary
- Doublette 1982 (avec Sylvette Innocenti) : Boule du Kiosque Sanary
- Doublette 1983 (avec Sylvette Innocenti) : Boule du Kiosque Sanary

Finaliste
- Doublette 1978 (avec Maïté Lombard) : AS Boulomanes Brignoles

#### Millau

##### Mondial à pétanque de Millau (2003-2015)
Finaliste
- Doublette 2004 (avec Muriel Scuderi)
- Triplette 2005 (avec Magalie Vierne et Muriel Scuderi)